# بلدية سالدوس
بلدية سالدوس هي بلدية في لاتفيا، بلغ عدد سكانها 23,005  نسمة وذلك حسب إحصائيات سنة 2017.

## أعلام
- إيفا لاغونا
- ويلي غوردون